# Combretum stocksii
Combretum stocksii är en tvåhjärtbladig växtart som beskrevs av Thomas Archibald Sprague. Combretum stocksii ingår i släktet Combretum och familjen Combretaceae. Inga underarter finns listade i Catalogue of Life.